# عين لشياخ
عين الأشياخ هي إحدى بلديات ولاية عين الدفلى الجزائرية.